# Hamburg-Kleiner Grasbrook

Karte des Kleinen Grasbrooks 2015

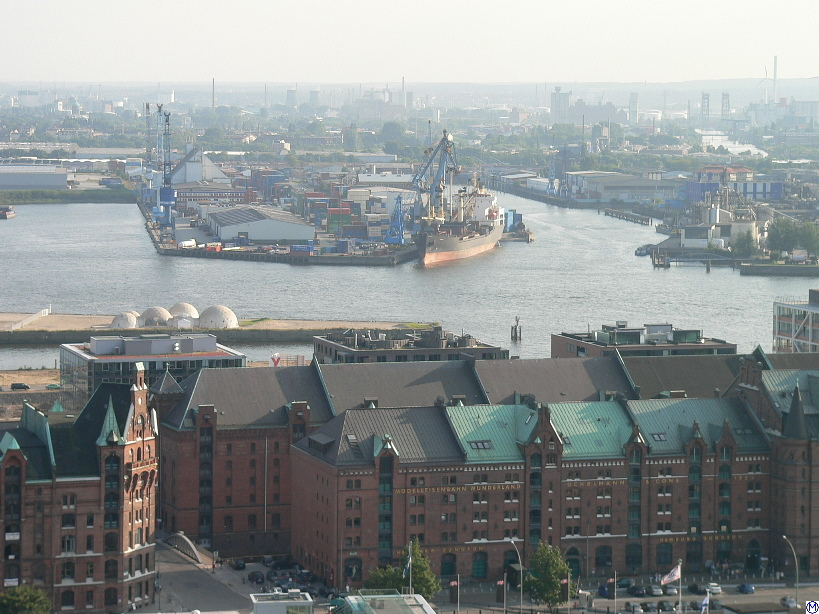
Blick vom Turm der Nikolaikirche auf Reiherstieg und den Kleinen und Großen Grasbrook

Der Kleine Grasbrook ist ein Stadtteil im Bezirk Hamburg-Mitte der Freien und Hansestadt Hamburg. Er besteht derzeit fast ausschließlich aus Anlagen des Hamburger Hafens.
Nachdem sich in der zweiten Hälfte des 20. Jahrhunderts der Großteil des Güterumschlags in die elbabwärts gelegenen Containerterminals verlagert hat, liegt heute ein Großteil der Flächen brach, sodass seit langem Möglichkeiten zur Umnutzung des Gebiets geprüft werden. Nach aktueller Planung soll hier aufbauend auf den Erfahrungen der HafenCity in den nächsten 20 Jahren ein neues Stadtviertel mit Wohnungen für rund 6.000 Menschen und Arbeitsplätzen für bis zu 16.000 Beschäftigte entstehen. Auch das weiter im Aufbau befindliche Deutsche Hafenmuseum mit der historischen Viermastbark Peking wird hier angesiedelt.

## Geografie
Der aus mehreren früheren Binneninseln zusammengefügte Stadtteil liegt zwischen den Stadtteilen Veddel im Osten, Steinwerder im Westen und Wilhelmsburg im Süden. Auf der gegenüberliegenden Seite der Norderelbe liegt auf der ehemals verbundenen Insel Großer Grasbrook heute der Stadtteil HafenCity, an die sich die aus Altstadt und Neustadt bestehende Hamburger Innenstadt anschließt. Der Namensbestandteil -brook verweist darauf, dass es sich ehemals um tiefliegendes, feuchtes und häufig überschwemmtes Bruchland handelte.

## Geschichte
Der Name des Stadtteils rührt von der früheren Elbinsel Grasbrook her, die seit dem Mittelalter den Hamburgern als Viehweide diente. Im Jahr 1549 wurde sie durch den Bau des Neuen Grabens, der mehr Wasser in den damaligen Hafen führen sollte, durchtrennt. Der heutige Verlauf der Norderelbe wurde durch einen weiteren Durchstich im Jahr 1604 geschaffen.
Im 19. Jahrhundert wurde der – nunmehr südlich der Norderelbe gelegene – Kleine Grasbrook mit weiteren Inseln wie dem Schumacherwerder zusammengedeicht, 1871 zum Vorort erhoben und 1894 eingemeindet. In den neuen Stadtteil wurde auch die östlich benachbarte Große Veddel einbezogen, während der Stadtteil Veddel nur das Gebiet der ehemaligen Kleinen Veddel sowie der Peute umfasst.
Bereits lange vor der Eingemeindung wurde der Kleine Grasbrook vom Senat zum ersten Hafenerweiterungsgebiet südlich der Norderelbe bestimmt. Ab 1838 wurden Kanäle und Kaianlagen angelegt. Mit dem Südwesthafen, der als Petroleumhafen diente, wurde 1879 das erste Hafenbecken südlich der Norderelbe angelegt. Als wegen des Zollanschlusses Hamburgs der Freihafen Hamburg geschaffen wurde, folgten der Segelschiffhafen (1888), der Hansahafen (1893), der Indiahafen und der Oberländer Hafen (1894) als Seehäfen. Für die Binnenschifffahrt wurden zur gleichen Zeit der Moldauhafen (1887), Saalehafen (1888), Spreehafen (1890) und Klütjenfelder Hafen angelegt. Ab Anfang des 20. Jahrhunderts erschloss die Hamburger Hafenbahn das Gebiet.
Für die neuen Hafenanlagen mussten die wenigen vorhandenen Wohnhäuser weichen. Deren Bewohner wurden in Gebiete nördlich der Elbe umgesiedelt. Lediglich an der Harburger Chaussee gibt es noch vereinzelte Wohnbebauung.
Der Bereich am Moldauhafen wurde als Folge des verlorenen Ersten Weltkrieges und des daraufhin geschlossenen Versailler Vertrages der Tschechoslowakei 1929 zur Nutzung überlassen.
Im Zweiten Weltkrieg wurde die Bebauung auf dem Kleinen Grasbrook zu 90 Prozent zerstört. Wiederaufbau und Umstrukturierungen führten dazu, dass der Indiahafen und große Teile des Südwesthafens und des Segelschiffhafens zugeschüttet wurden. Auf dem Gebiet des Segelschiffhafens wurde 1978 das Frucht- und Kühl-Zentrum der HHLA in Betrieb genommen, das lange zu den modernsten Europas gehörte. Auch heute werden am O’Swaldkai noch Früchte – vor allem Bananen – gelöscht, temperiert gelagert und weiterverteilt. Nördlich des Fruchtzentrums befindet sich das Terminal der HHLA-Tochter UNIKAI, die dort vor allem RoRo-Schiffe abfertigt. Das 1967 erbaute HHLA-Überseezentrum am Moldauhafen galt bei seiner Einweihung als größter Sammel- und Verteilerschuppen der Welt. 2003 schlossen HHLA und Rhenus ein Joint Venture; dieses betrieb das Überseezentrum bis Mitte der 2010er Jahre. Anschließend blieb das Gebäude ungenutzt, bis es 2021 im Rahmen des Baus des neuen Stadtteils „Grasbrook“ abgerissen wurde.

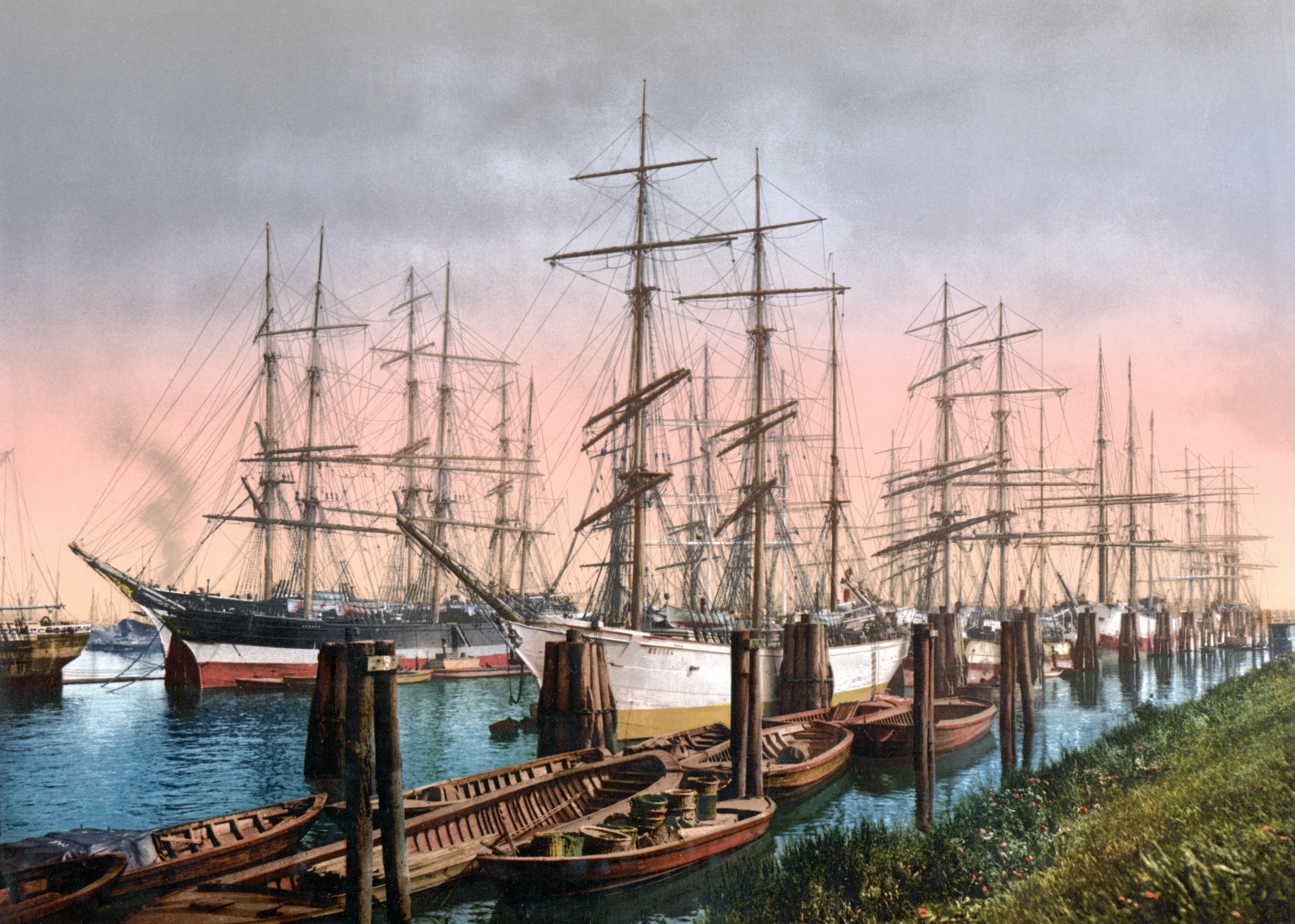
Hansa-Hafen um 1900
Kleiner Grasbrook um 1900

### Gescheiterte Olympiabewerbung
Im Sommer 2014 wurde bekannt, dass auf dem Kleinen Grasbrook Flächen für Spielstätten sowie für das olympische Dorf geplant wurden. Hätte Hamburg nach einer Bewerbung als Austragungsort der Olympischen Spiele 2024 oder Olympischen Spiele 2028 den Zuschlag erhalten, wären hierzu größere infrastrukturelle Maßnahmen erforderlich gewesen. Dazu hätten etliche Betriebe aus dem äußeren östlichen Bereich des Hamburger Hafens umgesiedelt werden müssen, darunter auch mehrere Standorte von HHLA-Betrieben (z. B. das Frucht- und Kühl-Zentrum). Der Unternehmensverband Hafen Hamburg (UVHH) rechnete mit gut 2000 Beschäftigten, die von einer Umsiedlung betroffen gewesen wären. Er hatte zudem Bedenken, dass die zur Verfügung stehende Zeit für die Planung und Umsiedlung auf noch nicht vorbereitete Flächen nicht ausgereicht hätte. Am 29. November 2015 wurde das Großprojekt durch das Hamburger Olympia-Bürgerschaftsreferendum mit 51,6 % Nein-Stimmen gegenüber 48,4 % Ja-Stimmen abgelehnt. Die Wahlbeteiligung der wahlberechtigten Bürger bei diesem Referendum betrug 50,2 %.

### Stadtentwicklungsvorhaben Grasbrook

Geplante Teilquartiere des Stadtentwicklungsvorhabens Grasbrook:
1. Moldauhafenquartier (rot) 2. Freihafenelbquartier (blau)
3. Hafentorquartier (grün)

Am 12. September 2017 stellte der Senat Planungen für das Stadtentwicklungsvorhaben Grasbrook vor, mit dem die Entwicklungsprinzipien der HafenCity auf die angrenzenden Bereiche des Kleinen Grasbrook erweitert werden sollen. Das Entwicklungsgebiet liegt am südlichen Uferbereich der Norderelbe und umfasst auch die beidseitigen Uferbereiche des Moldau- und des Saalehafens und hat Gesamtfläche von 46 Hektar. Geplant sind Wohnungen für etwa 6.000 Bewohner und bis zu 16.000 Arbeitsplätze sowie Nahversorgungs-, Bildungs- und Kinderbetreuungs- sowie Freizeitangebote wie ein öffentlicher Park. Zur Erschließung sind im südlichen Teil eine Hochbahn-Station der U-Bahn-Linie U4 im „Hafentorquartier“ (die jedoch erst nach der Bebauung entstehen soll) sowie mehrere Bushaltestellen geplant. Durch eine ebenfalls in Planung befindliche Bebauung des Veddeler Marktplatzes im östlich benachbarten Stadtteil Veddel sollen diese beiden Stadtteile zusammenwachsen. Das neue Stadtviertel soll so den seit langem forcierten städtebaulichen „Sprung über die Elbe“ realisieren. Im westlichen Teil des neuen Stadtteils soll zudem der Hauptstandort des geplanten Deutschen Hafenmuseums sowie der Liegeplatz der Peking entstehen.
Konkret soll sich das Neubaugebiet in drei Quartiere aufteilen. Im westlichen Bereich der Fläche des ehemaligen Übersee-Zentrums soll das Moldauhafenquartier und im östlichen Bereich, zum Stadtteil Veddel hin, das Freihafenelbquartier entstehen. Am südlichen Ufer des Moldauhafens und um den Saalehafen herum soll das Hafentorquartier entstehen. Der Bereich am O’Swaldkai soll weiterhin der Hafennutzung zur Verfügung stehen und das Unikai-Terminal erhalten bleiben.
Im Sommer 2021 wurde mit dem Abriss des Überseezentrums begonnen, anschließend wurde das Gelände zum Hochwasserschutz aufgeschüttet. Ab 2025 soll mit dem Bau der ersten Gebäude begonnen werden.

## Politik
Für die Wahl zur Bürgerschaft gehört der Kleine Grasbrook zum Wahlkreis Billstedt – Wilhelmsburg – Finkenwerder. Die Bürgerschaftswahlen seit Dezember 1982 führten zu folgenden Ergebnissen:
| Bürgerschafts- wahl | Linke1) | Grüne2) | SPD    | AfD    | CDU    | FDP    | Übrige    |
| ------------------- | ------- | ------- | ------ | ------ | ------ | ------ | --------- |
| 2025                | 53,3 %  | 17,8 %  | 13,3 % | 04,4 % | 02,2 % | 01,5 % | 10,6 %    |
| 2020                | 43,6 %  | 23,2 %  | 10,3 % | 03,6 % | 02,2 % | 01,8 % | 15,3 %3)  |
| 2015                | 31,5 %  | 16,2 %  | 19,0 % | 01,6 % | 03,2 % | 02,6 % | 25,9 %4)  |
| 2011                | 19,3 %  | 19,2 %  | 36,1 % | –      | 05,3 % | 01,6 % | 18,5 %5)  |
| 2008                | 21,1 %  | 14,8 %  | 35,2 % | –      | 17,2 % | 00,8 % | 10,9 %    |
| 2004                | –       | 12,2 %  | 44,9 % | –      | 29,9 % | 00,0 % | 13,0 %6)  |
| 2001                | 00,9 %  | 06,1 %  | 41,7 % | –      | 24,3 % | 01,7 % | 25,3 %7)  |
| 1997                | 00,0 %  | 04,2 %  | 50,0 % | –      | 21,7 % | 01,8 % | 22,3 %8)  |
| 1993                | –       | 04,8 %  | 55,9 % | –      | 13,1 % | 00,9 % | 25,3 %9)  |
| 1991                | –       | 01,6 %  | 60,5 % | –      | 25,3 % | 02,0 % | 10,7 %10) |
| 1987                | –       | 03,1 %  | 63,7 % | –      | 28,7 % | 02,4 % | 02,1 %    |
| 1986                | –       | 03,9 %  | 63,3 % | –      | 28,3 % | 02,6 % | 01,9 %    |
| Dez. 1982           | –       | 03,5 %  | 71,2 % | –      | 23,2 % | 00,6 % | 01,4 %    |
| Jun. 1982           | –       | 04,3 %  | 66,4 % | –      | 24,8 % | 02,3 % | 02,3 %    |

1) 1997 und 2001 als PDS

2) bis 2011 als Grüne/GAL

3) darunter 5,9 % für die Partei

4) darunter 11,8 % für die Partei und 10,7 % für die Piraten

5) darunter 12,0 % für die Piraten und 5,3 % für die Partei

6) darunter 6,5 % für Pro DM

7) darunter 19,1 % für die Schill-Partei

8) darunter 8,4 % für die DVU und 5,4 % für Die Republikaner

9) darunter 10,5 % für die DVU und 9,2 % für Die Republikaner

10) darunter 5,9 % für die HLA
(Ergebnis für Kleiner Grasbrook und Steinwerder zusammen)
Bei den Bezirksversammlungswahlen gehört der Stadtteil zum Wahlkreis Veddel, Wilhelmsburg-Ost, Kleiner Grasbrook. Bei Bundestagswahlen zählt der Kleine Grasbrook zum Bundestagswahlkreis Hamburg-Mitte.

## Wirtschaft und Infrastruktur
Der Stadtteil ist aufgrund seiner Lage fast ausschließlich durch den Hafen geprägt. Die Hamburg Port Authority (HPA), früher Amt für Strom- und Hafenbau, ist die zuständige staatliche Behörde für den gesamten Hafenbereich (nicht nur auf dem Kleinen Grasbrook). Ihr untersteht auch die Hamburger Hafenbahn, die den Schienenverkehr im Hafenbereich betreibt. Auf dem Kleinen Grasbrook liegt der Hafenbahnhof Hamburg-Süd.

### Verkehr
Am südöstlichen Rand des Stadtteils liegt der S-Bahnhof Veddel, der von den S-Bahn-Linien S 3 (Pinneberg – Elbgaustr. – Altona – Jungfernstieg – Hauptbahnhof – Harburg – Neugraben) und S 5 (Elbgaustr. – Dammtor – Hauptbahnhof – Harburg – Neugraben – Buxtehude – Stade) bedient wird. Neben der VHH-Buslinie 256, die vom Bahnhof Elbbrücken (hier zzt. nur am Wochenende) und vom S-Bahnhof Veddel sowie vom Alten Elbtunnel aus den Kleinen Grasbrook landseitig erschließt, spielt nach Aufgabe anderer Hafenfähren und der Jollenführerdienste die HADAG-Fährlinie 73, die von den St.-Pauli-Landungsbrücken kommt, für den Kleinen Grasbrook nur eine untergeordnete Rolle, da der Anleger ganz am südwestlichen Rand liegt.

### Behörden

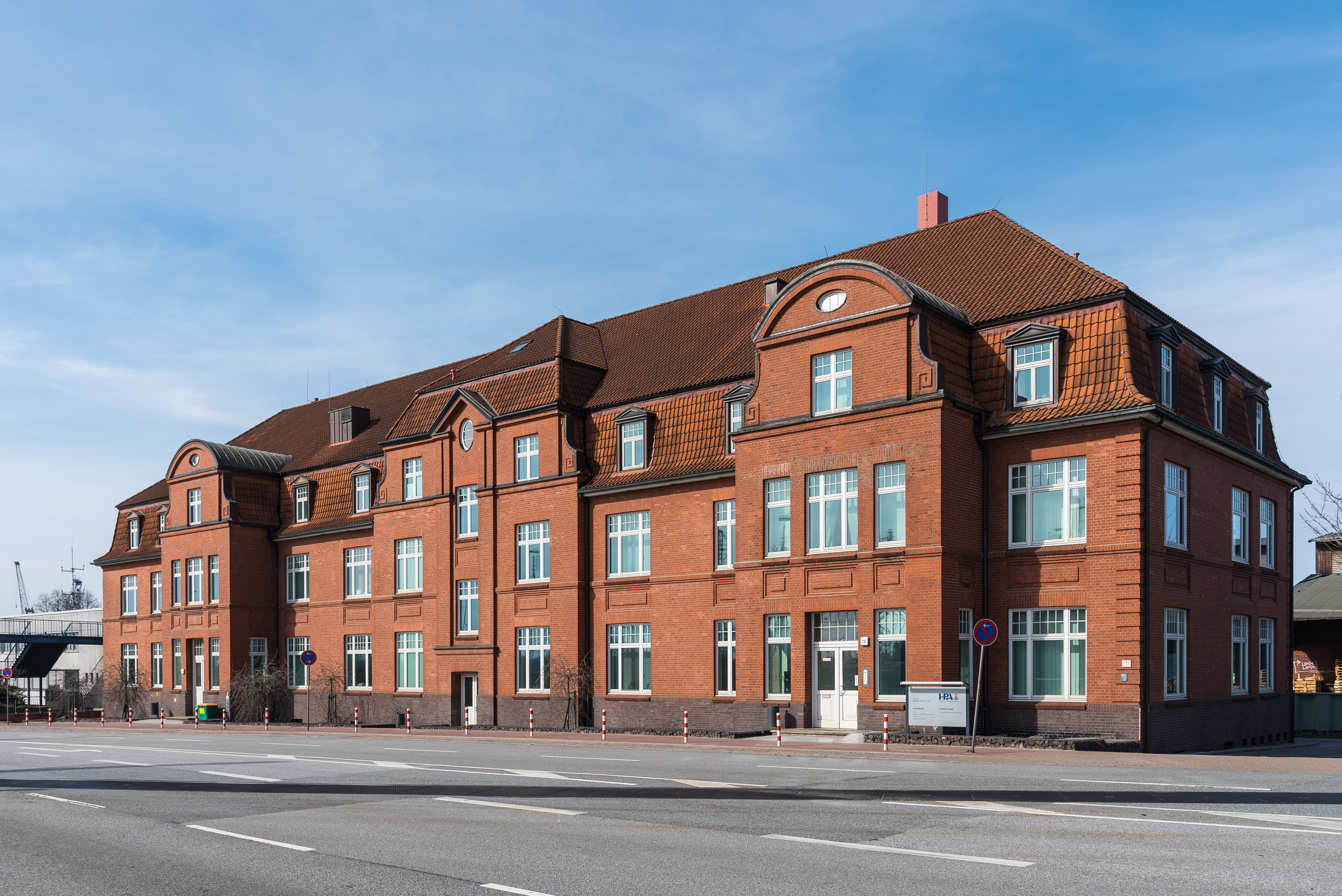
Ein Gebäude der Hamburg Port Authority (HPA)

Neben der HPA spielt im Stadtteil vor allem der Zoll eine große Rolle. Große Teile des Hauptzollamtes Hamburg-Hafen sind gegenüber von Schuppen 50 und am Veddeler Damm untergebracht. Die drei für den östlichen Teil des Hafens zuständigen Zollabfertigungen des Zollamtes Hamburg-Waltershof liegen gegenüber von Schuppen 50 (Australiastraße), an der Tunnelstraße auf der Grenze zur Veddel und am nördlichen Ende der Elbbrücken (Zweibrückenstraße).

## Kultur und Sehenswürdigkeiten

### Museen

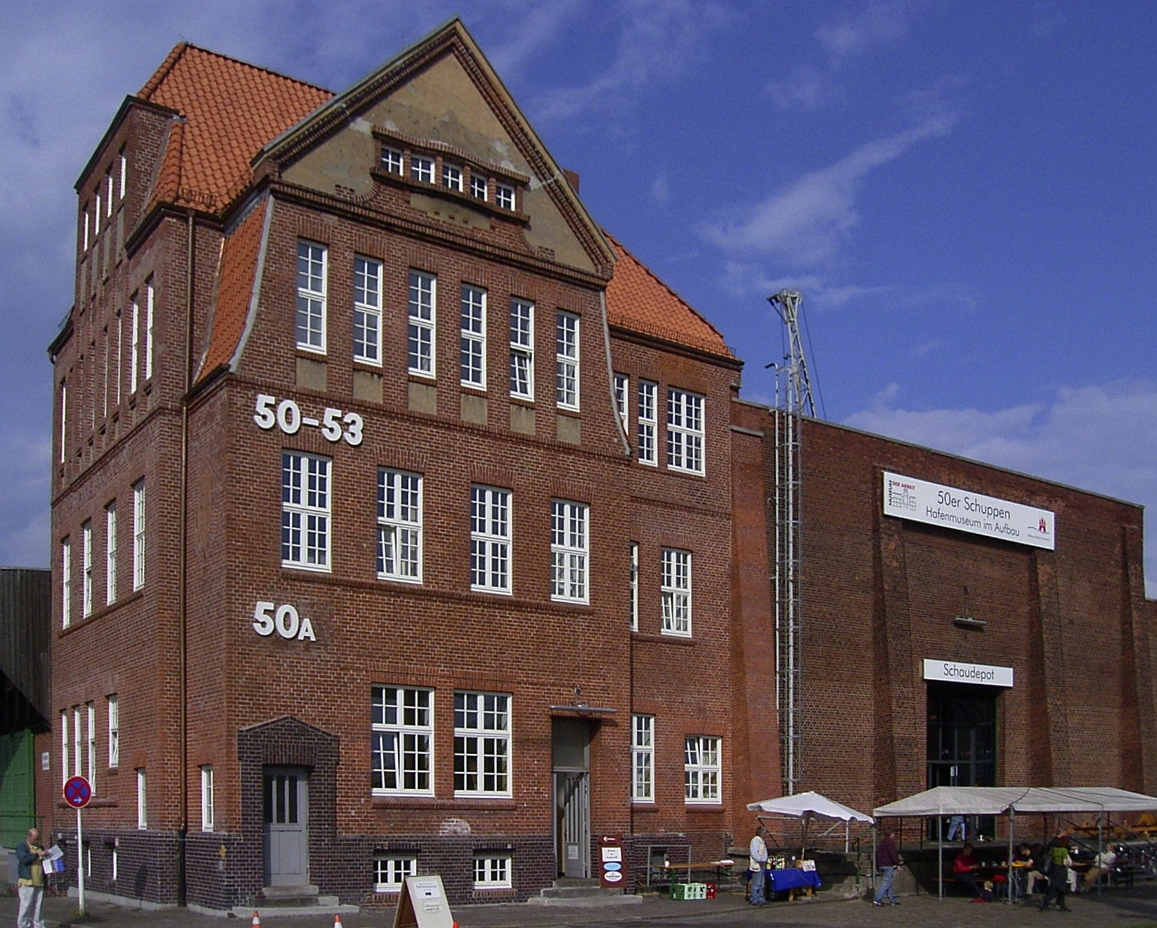
Der Kopfbau des Schuppens 50 beherbergt das Hafenmuseum

- Im Deutschen Hafenmuseum im Schuppen 50 sind historische Arbeits- und Umschlaggeräte, kulturgeschichtliche Ausstellungen und insbesondere Objekte und Erinnerungen an ausgestorbene Berufe im Hafen zu besichtigen. Der Schuppen wurde 1908 bis 1912 erbaut und ist heute einer der letzten Schuppen in Holzkonstruktion im Hafen. Der Kopfbau (Foto) zeigt Elemente der Hamburger Reformarchitektur jener Zeit.
- An den Außenanlagen am Bremer Kai / Hansahafen, sind Umschlag- und Dampfanlagen zu Land und zu Wasser sowie historische Schiffe ausgestellt, u. a. Van Carrier, der Dampfschwimmkran Saatsee, einige Kastenschuten und der Stückgutfrachter Bleichen. Die Betreuung einiger Schiffe liegt in der Hand der Stiftung Hamburg Maritim.
- Ebenfalls hinter dem Schuppen am Bremer Kai, stellt der Verein Freunde der historischen Hafenbahn e. V. restaurierte Fahrzeuge der Hamburger Hafenbahn und anderer Industrie- und Werksbahnen aus.

### Bauwerke

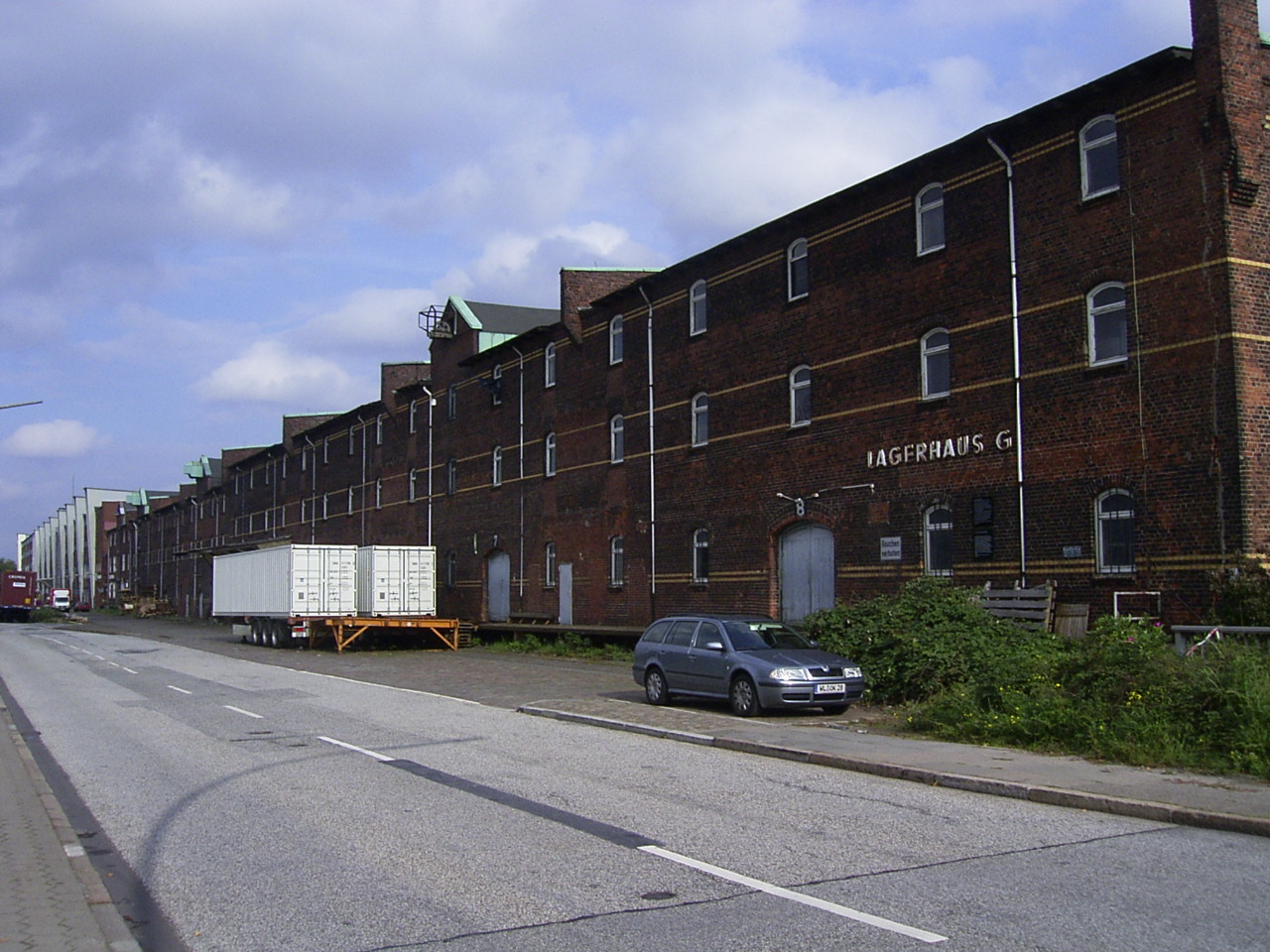
Lagerhaus G

Trotz der ständigen Modernisierungen befinden sich auf dem Kleinen Grasbrook auch ältere Zeugnisse der Hamburger Hafenarchitektur:
- Am Saalehafen in der Dessauer Straße liegt einer der ältesten Hamburger Speicher, das Lagerhaus G, das im Zweiten Weltkrieg als Außenlager des KZ Neuengamme diente.
- Direkt gegenüber befindet sich ein noch heute genutzter sehr alter Schuppen, der aus der Frühzeit der Hafenbahn stammt (Bild)